# Turniej Czterech Narodów w skokach narciarskich 2006
Turniej Czterech Narodów w skokach narciarskich 2006 – 1. edycja Turnieju Czterech Narodów, która odbyła się w dniach 6–14 sierpnia 2006 w ramach Letniego Grand Prix w skokach narciarskich.
Zwycięzcą cyklu został Andreas Kofler, który w konkursach turnieju zajmował odpowiednio 2., 4., 1. i 6. miejsce. Adama Małysza, który zajął drugą lokatę wyprzedził o 7,7 pkt., natomiast Gregora Schlierenzauera który był trzeci wyprzedził o 11,1 pkt. 78 skoczków zostało sklasyfikowanych w turnieju. Wśród nich znalazło się pięciu reprezentantów Polski.

## Kalendarz i wyniki
| Lp                                                   | Data                                                 | Miejscowość                                          | Skocznia                                             | HS                                                   | 1. miejsce            | 2. miejsce            | 3. miejsce            |
| ---------------------------------------------------- | ---------------------------------------------------- | ---------------------------------------------------- | ---------------------------------------------------- | ---------------------------------------------------- | --------------------- | --------------------- | --------------------- |
| 1.                                                   | 6 sierpnia 2006                                      | Hinterzarten                                         | Adlerschanze                                         | HS-108                                               | Georg Späth           | Andreas Kofler        | Gregor Schlierenzauer |
| 2.                                                   | 8 sierpnia 2006                                      | Predazzo                                             | Trampolino Dal Ben                                   | HS-134                                               | Adam Małysz           | Andreas Küttel        | Jakub Janda           |
| 3.                                                   | 12 sierpnia 2006                                     | Einsiedeln                                           | Andreas Küttel-Schanze                               | HS-117                                               | Andreas Kofler        | Gregor Schlierenzauer | Simon Ammann          |
| 4.                                                   | 14 sierpnia 2006                                     | Courchevel                                           | Tremplin Le Praz                                     | HS-132                                               | Gregor Schlierenzauer | Wolfgang Loitzl       | Adam Małysz           |
| Turniej Czterech Narodów 2006 – klasyfikacja końcowa | Turniej Czterech Narodów 2006 – klasyfikacja końcowa | Turniej Czterech Narodów 2006 – klasyfikacja końcowa | Turniej Czterech Narodów 2006 – klasyfikacja końcowa | Turniej Czterech Narodów 2006 – klasyfikacja końcowa | Andreas Kofler        | Adam Małysz           | Gregor Schlierenzauer |

## Klasyfikacja generalna
| Źródło  | Źródło                | Źródło | Źródło |
| Miejsce | Zawodnik              | Punkty |        |
| ------- | --------------------- | ------ | ------ |
| 1.      | Andreas Kofler        | 1002,0 |        |
| 2.      | Adam Małysz           | 994,3  |        |
| 3.      | Gregor Schlierenzauer | 990,9  |        |
| 4.      | Wolfgang Loitzl       | 971,9  |        |
| 5.      | Simon Ammann          | 967,9  |        |
| 6.      | Martin Höllwarth      | 936,9  |        |
| 7.      | Manuel Fettner        | 935,4  |        |
| 8.      | Georg Späth           | 933,4  |        |
| 9.      | Takanobu Okabe        | 919,7  |        |
| 10.     | Michael Neumayer      | 915,7  |        |
| 11.     | Andreas Küttel        | 841,5  |        |
| 12.     | Martin Schmitt        | 808,9  |        |
| 13.     | David Lazzaroni       | 798,5  |        |
| 14.     | Dienis Korniłow       | 798,0  |        |
| 15.     | Roman Koudelka        | 786,7  |        |
| 16.     | Jernej Damjan         | 777,5  |        |
| 17.     | Emmanuel Chedal       | 765,0  |        |
| 18.     | Dmitrij Ipatow        | 759,3  |        |
| 19.     | Lars Bystøl           | 710,3  |        |
| 20.     | Rok Benkovič          | 691,5  |        |
| ...     |                       |        |        |